# Skiptvet
Skiptvet és un municipi situat al comtat d'Østfold, Noruega. Té 3.742 habitants (2016) i té una superfície de 101 km². El centre administratiu del municipi és el poble de Meieribyen.
Limita amb els municipis de Valer, Spydeberg, Askim, Eidsberg, Rakkestad i Sarpsborg. El seu punt més alt és Jonsrudåsen, situat a 225 metres sobre el nivell del mar.

## Informació general

### Nom
El municipi (originalment la parròquia) és el nom de l'antiga granja Skiptvet (en nòrdic antic: Skipþveit i/o Skygþveit), ja que la primera església va ser construïda aquí. El significat del primer element no es coneix i l'últim element és þveit que significa "clariana al bosc". Abans del 1889, el nom va ser escrit "Skibtvet".

### Escut d'armes
L'escut d'armes és modern. Se'ls hi va concedir el 27 de novembre de 1981. L'escut mostra un drac de plata sobre un fons vermell. El drac deriva d'una llegenda local, en el qual un drac se'n va anar a dormir al cementiri local cada matí. A la nit, el drac va tornar a la selva, on tenia el seu cau. Un llac prop de l'església encara es diu que significat Dragehullet "pou del drac".